# 乞伏慧
乞伏 慧（きつぶく けい、生没年不詳）は、中国の東魏から隋にかけての軍人・政治家。字は令和。本貫は馬邑郡。

## 経歴
金紫光禄大夫・第一領民酋長の乞伏纂の子として生まれた。若い頃から弓や馬を得意とし、鷹や犬を好んだ。東魏の高澄のとき、行台左丞となり、盪寇将軍の位を加えられ、右衛将軍・太僕卿に累進した。爵位は永寧県公から宜民郡王に進んだ。兄の乞伏貴和が軍功により王に封ぜられたため、一門に二王を出し、貴顕と称された。北周が北斉を平定すると、乞伏慧は北周に降って、使持節・開府儀同大将軍に任ぜられ、佽飛右旅下大夫の位を受けた。後に熊渠中大夫に転じた。
580年、楊堅が丞相となると、乞伏慧は韋孝寛の下で尉遅惇を武陟に討ち、当たるところみな撃破して、大将軍の位を受けた。尉遅迥が平定されると、位は柱国に進み、西河郡公の爵位を受けた。官爵を兄に譲りたいと願い出て、朝廷は許さなかったが、世論は乞伏慧の行いを義とみなした。581年、隋が建国されると、曹州刺史に任ぜられた。曹州の戸籍帳簿は実態を反映していなかったため、乞伏慧は車を下りて巡察し、数万戸を新たに登録した。涼州総管に転じた。涼州はしばしば突厥の侵入を受けていたため、乞伏慧は烽火による連絡を厳重にし、遠地に斥候を派遣して警戒した。1年あまりして、斉州刺史に転じ、戸籍を調査して数千戸を登録した。寿州総管に転じた。同年、寿州刺史に左遷された。在職すること数年、徐州総管に転じた。年は70歳を越え、隠退を願い出たが、許されなかった。荊州総管に転じ、潭桂二州総管三十一州諸軍事を兼務した。あるとき簺に魚を捕らえた者がいるのを見て、絹を出してこれを買って放してやった。人々はこれを美談として、その場所を西河公簺といった。秦州総管に転じた。
604年、煬帝が即位すると、乞伏慧は天水郡太守となった。609年、隋軍が吐谷渾を攻撃したとき、西方の民衆は労役に苦しんでいた。煬帝が西巡すると、道路は整備されておらず、献上された食事は粗末なものであったので、煬帝は怒って、側近に命じて乞伏慧を斬らせようとした。乞伏慧の髪がないのを見て、一命を許し、官爵を剥奪して民とした。後に乞伏慧は家で死去した。

## 伝記資料
- 『隋書』巻五十五 列伝第二十
- 『北史』巻七十三 列伝第六十一